# Шарлотта Амалія Гессен-Філіпстальська
Шарлотта Амалія Гессен-Філіпстальська (нім. Charlotte Amalie von Hessen-Philippsthal, 11 серпня 1730 — 7 вересня 1801) — німецька принцеса з Гессенського дому, донька ландграфа Гессен-Філіпстальського Карла I та саксен-ейзенахської принцеси Кароліни Крістіни, дружина герцога Саксен-Майнінгену Антона Ульріха. Регентка Саксен-Майнінгену у 1763—1782 роках. Через вдалі реформи та подальше економічне й духовне піднесення країни її називали «Рятівницею герцогства».
Від 1785 року мешкала в удовиній резиденції «Амалієнрух» неподалік Майнінгену.

## Біографія
Шарлотта Амалія народилась 11 серпня 1730 року у Філіппсталі четвертою дитиною та другою донькою в родині ландграфа Гессен-Філіпстальського Карла I та його дружини Кароліни Крістіни Саксен-Айзенаської. Мала старшу сестру Кароліну Амалію та братів Вільгельма й Фрідріха. За рік народилася сестра Філіпіна. Батько був принцом Гессенського дому, володів землями у Гессен-Касселі, однак не був повністю суверенним правителем.
Матір померла, коли доньці ще не виповнилося 13 років. Батько більше не одружувався.
Шарлотта Амалія єдиною зі своїх сестер уклала шлюб. У віці 20 років вона стала дружиною 63-річного герцога Саксен-Майнінгену Антона Ульріха. Весілля пройшло 26 вересня 1750 у Гомбурзі. Для нареченого це був другий шлюб. Перша морганатична дружина народила від нього десятьох дітей, п'ятеро з яких, у тому числі син, досягли дорослого віку. Втім, імператор Священної Римської імперії Карл VI виключив їх з лінії престолонаслідування Саксен-Майнінгену, й Антон Ульріх потребував нових спадкоємців. Герцога змальовували як розумну та вольову людину, але, водночас, задерикувату та запальну. За 12 років подружнього життя Шарлотта народила восьмеро дітей. У січні 1763 року, менш ніж за рік, після народження молодшої доньки, Антон Ульріх помер у Франкфурті-на-Майні. У герцогстві була відсутня прімогенітура, тож права на престол мали їхні обидва малолітні сини. В очікуванні офіційного призначення регенткою, Шарлотта Амалія виїхала до Філіпсталю, звідки повернулась після відповідного указу імператора. Її родичі були проти цього.
Роки правління герцогині стали розквітом освіченого абсолютизму в країні. Початок її володарювання припав на економічний занепад країни, однак завдяки проведенню вдалих реформ та введенню режиму жорсткої економії, фінансове становище Саксен-Майнінгену пожвавилося і стабілізувалося. Між іншим, цьому сприяв успішний вибір міністрів та канцлера, яким після 1770-го кілька років був Адольф Готліб фон Ейбен. Водночас, відбулося піднесення духовного життя герцогства. Все це сприяло тому, що Шарлотту Амалію стали називати «Рятівницею герцогства».

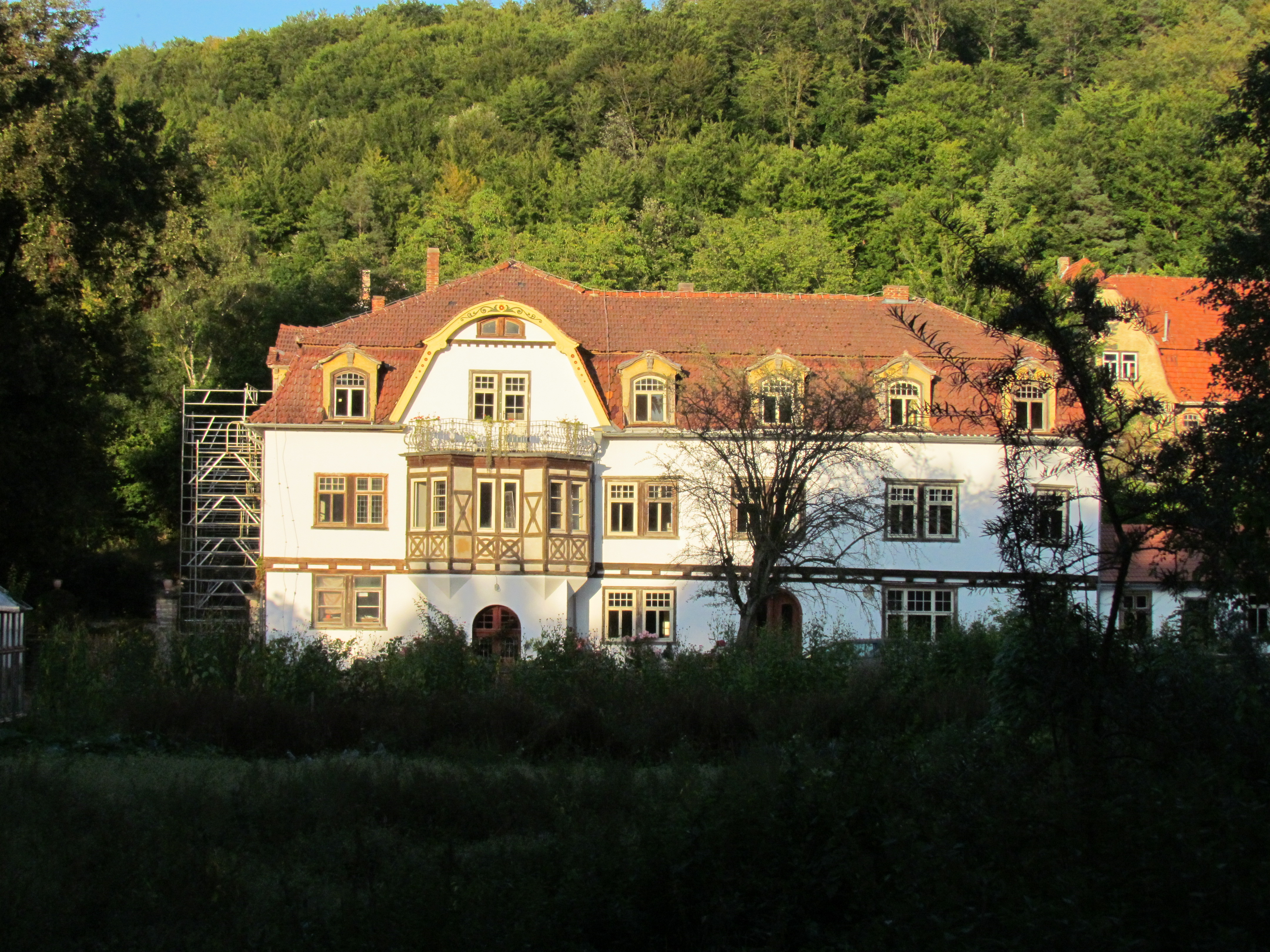
Амалієнрух у 2012 році

Від 1775 року герцогиня залучала до керування державою старшого сина Карла. Остаточно вона пішла з посади регентки у лютому 1782 року, по досягненні молодшим сином повноліття. Під час їх дорослішання,надавала хлопцям певну свободу: вони могли вільно грати у садах плаці та, за бажанням, виконувати роботи в саду власноруч.
У 1785 році Шарлотта Амалія придбала маєток своєї попередниці «Софієнлюст», значно розширила його та перейменувала в «Амалієнрух». Надалі він слугував її удовиною резиденцією. Герцогиня розширила та прикрасила сад, де було висаджено близько 300 апельсинових і лимонних дерев, а також кавові дерева та багато інших південних рослин, які зимували в теплицях.
Померла 7 вересня 1801 року у Майнінгені, переживши п'ятьох своїх дітей. Згідно з висловленим бажанням, похована на парковому цвинтарі Майнінгена.

## Родина

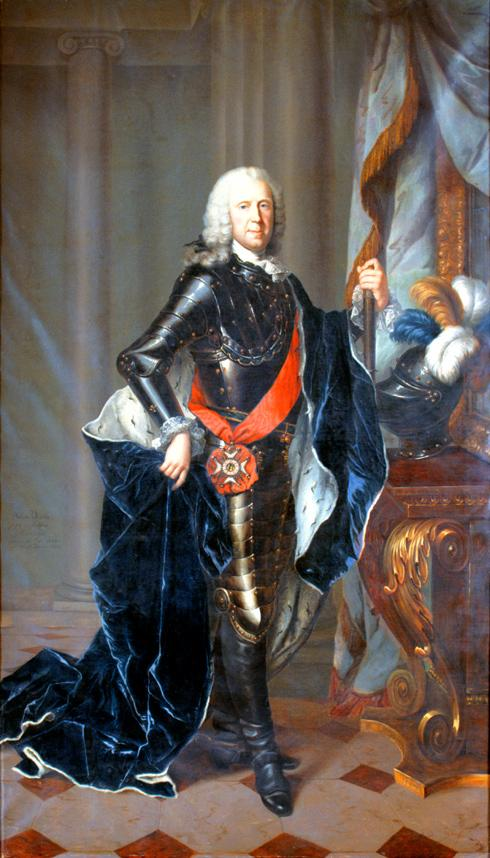
Портрет Антона Ульріха, близько 1745 року

Чоловік — Антон Ульріх, герцог Саксен-Майнінгенський
Діти:
- Шарлотта (1851—1827) — дружина герцога Саксен-Гота-Альтенбургу Ернста II, мала четверо синів;
- Луїза (1852—1805) — дружина ландграфа Гессен-Філіпсталь-Бархфельдського Адольфа, мала шестеро дітей;
- Єлизавета (1753—1754) — прожила 5 місяців;
- Карл (1754—1782) — герцог Саксен-Майнінгена у 1763—1782 роках, був одруженим із принцесою Луїзою Штольберг-Ґедернською, дітей не мав;
- Фрідріх Франц (1756—1761) — прожив 5 років;
- Фрідріх Вільгельм (1757—1758) — прожив 5 місяців;
- Георг (1761—1803) — герцог Саксен-Майнінгена у 1782—1803 роках, був одруженим із принцесою Луїзою Елеонорою Гогенлое-Лангенбурзькою, мав двох доньок та сина;
- Амалія (1762—1798) — дружина князя Каролат-Бойтанського Генріха Карла, мала семеро дітей.[4]